# Marcinowice Świdnickie
Marcinowice Świdnickie – przystanek osobowy, a dawniej stacja kolejowa, w Marcinowicach, w Polsce, w województwie dolnośląskim, w powiecie świdnickim, w gminie Marcinowice. Przystanek został otwarty w dniu 15 sierpnia 1898 roku razem z linią kolejową z Sobótki Zachodniej do Świdnicy Przedmieścia. Po 22 latach przerwy przystanek rozpoczął ponownie obsługiwać ruch pasażerski 12 czerwca 2022.

## Ruch pasażerski
.
| Rok  | Wymiana pasażerska na dobę |
| ---- | -------------------------- |
| 2022 | 20-49                      |
| 2023 | 50-99                      |